# Rutsjebane
 For alternative betydninger, se Bane.
Rutsjebane, tidligere stavet "rutschebane", er en forlystelse, som består af en bane med stejle fald, hvorpå man kører i små vogne. Rutsjebaner benytter (for det meste) tyngdekraften på en sådan måde, at passagerer oplever tyngdeændringer (inkl. G-påvirkninger) – ofte med korte perioder af vægtløs tilstand, så det "kilder" i maven. Tyngdeændringer opnås ved, at rutsjebanen skiftevis buer nedad og opad.

## Elementer
De fleste rutsjebaner er bygget af diverse elementer, hvoraf nogle af dem er:
- Helix
- Kamera (Tager komiske billeder af folk der skriger, ser rædselsslagne ud, e.l.)